# Die Hölle ist die Abwesenheit Gottes (Sammlung)
Die Hölle ist die Abwesenheit Gottes (auch Arrival: Die Hölle ist die Abwesenheit Gottes in einer Neuveröffentlichung nach Arrival) ist eine Science-Fiction-Sammlung aus fünf Kurzgeschichten des US-amerikanischen Schriftstellers Ted Chiang, in deutscher Übersetzung veröffentlicht im Jahr 2011 vom Golkonda-Verlag sowie in einer Neuauflage im Jahr 2017. (Es gibt keine zugrundeliegende englische Sammlung.) Drei Kurzgeschichten gewannen den Hugo Award und zwei weitere wurden nominiert, zudem gewannen vier den Nebula Award.

## Inhalt
- Der Turmbau zu Babel (1990): In einer Welt, in welcher antike hebräische Kosmologie gültig ist, soll der Turm von Babel den Schöpfer erreichen.
- Geschichte deines Lebens (1998): Nach der Ladung von Außerirdischen muss deren Sprache entschlüsselt werden.
- Die Hölle ist die Abwesenheit Gottes (2001): Ein verwitweter Mann muss nach dem Tod seiner Frau unbedingt seine Seele retten.
- Der Kaufmann am Portal des Alchemisten (2007): In der antiken islamischen Welt baut ein Alchemist ein Portal für Zeitreisen.
- Ausatmung (2008): Ein außerirdischer Wissenschaftler untersucht das eigene Gehirn zur Ergründung des sich überall verlangsamenden Denkens.

## Auszeichnungen
Die Hölle ist die Abwesenheit Gottes, Der Kaufmann am Portal des Alchemisten und Ausatmung gewannen jeweils in den Jahren 2002, 2008 und 2009 den Hugo Award. Der Turmbau zu Babel und Geschichte deines Lebens wurden jeweils in den Jahren 1991 und 1999 für den Hugo Award nominiert. Der Turmbau zu Babel, Geschichte deines Lebens, Die Hölle ist die Abwesenheit Gottes und Der Kaufmann am Portal des Alchemisten gewannen jeweils in den Jahren 1991, 2000, 2003 und 2008 den Nebula Award.

## Kritik
Denis Schreck schreibt für Druckfrisch und Das Erste, dass die Sammlung für ihn zum „erzählerisch Erstaunlichsten, intellektuell Aufregendsten und ästhetisch Innovativsten [der letzten Jahre] zählt“. Zudem heißt es: „Wenn es ein Kennzeichen großer Kunst ist, dass sie uns die Wirklichkeit mit anderen Augen sehen lässt, dann ist dieses Buch große Kunst.“